# Trojúhelník Ilemi

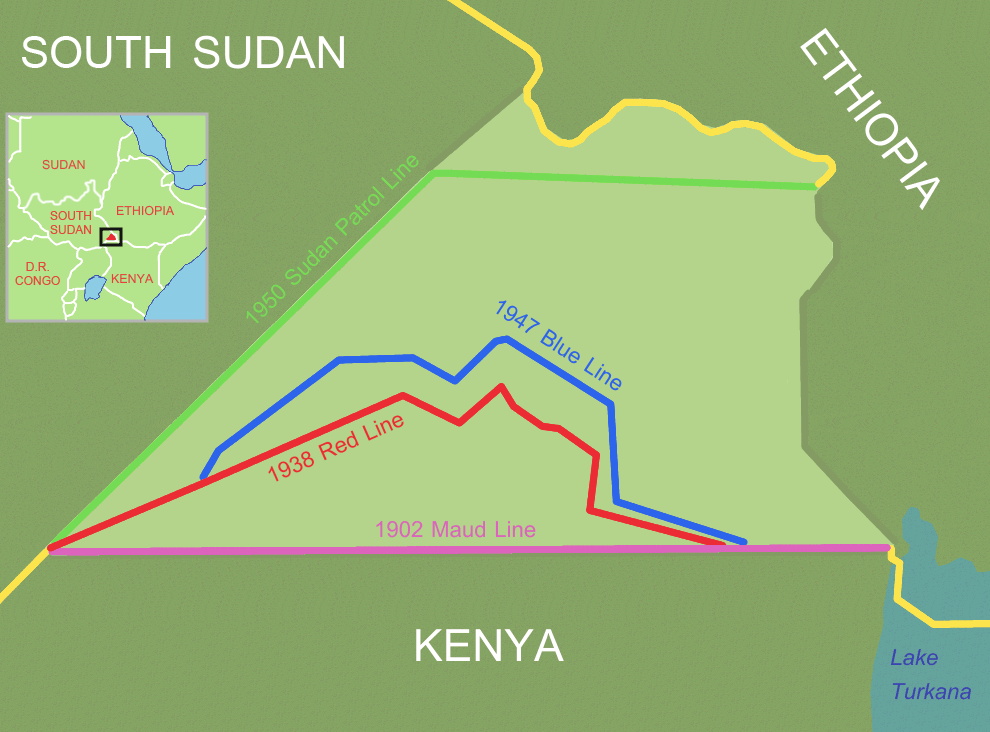
Mapa trojúhelníku Ilemi ukazující "červenou linii" z roku 1938, "modrou linii" z roku 1947 a súdánskou kontrolní linii z roku 1950 (zeleně)

Trojúhelník Ilemi je území ve Východní Africe, které de facto kontroluje Keňa a nárokují Etiopie, Keňa a Jižní Súdán. Jeho rozloha je kvůli nejasnému vymezení mezi 14 000 a 10 320 km². Územní spor se datuje do dob koloniálních smluv a jejich nejasného znění. Trojúhelník obývají kočovnická africká etnika.
V oblasti se nacházejí města Lokomarinyang, Balala, Kibish, Napak, Kokuro, Nakodok, Nadapal a Liwan.